# Liste des maires d'Urrugne

## Liste des maires-abbés
À l'instar de l'ensemble des communes du Labourd, la vie municipale d'Urrugne de cette période est régie par une assemblée capitulaire (qui a donné Kapitala en basque) de maîtres de maisons. Ces assemblées élisent chaque année un maire-abbé (auzapeza) et des jurats. Le maire-abbé représente la paroisse aux réunions du Biltzar qui ont lieu au moins trois fois par an à Ustaritz. Les activités du Biltzar cessent avec l'abolition des féodalités décidée durant la nuit du 4 au 5 août 1789.
| Période                                  | Période | Identité                | Étiquette | Qualité |
| ---------------------------------------- | ------- | ----------------------- | --------- | ------- |
| 1562                                     |         | Johanne de Sogarette    |           |         |
| 1567                                     |         | Petrico d'Arrupe        |           |         |
| 1595                                     |         | Johannes de Harosteguy  |           |         |
| 1616                                     |         | Johannes d'Estebechoura |           |         |
| 1630                                     |         | Miqueto de Lissardy     |           |         |
| 1634                                     |         | Mariony (?) d'Arrupe    |           |         |
| 1641                                     |         | Pierre de Bortuste      |           |         |
| 1644                                     |         | Miqueto d'Arrupe        |           |         |
| 1647                                     |         | Martin de Lapita        |           |         |
| 1663                                     |         | Menjony Doyharsabal     |           |         |
| 1682                                     |         | Martinon de Larrache    |           |         |
| 1684                                     |         | Jean Duhulquo           |           |         |
| 1705                                     |         | Martin de Larroulete    |           |         |
| 1706                                     |         | Marsans de Larroulet    |           |         |
| 1712                                     |         | Michel Darancette       |           |         |
| 1753                                     |         | Sieur de Fayarts        |           |         |
| 1759                                     |         | Joannis d'Etcheverry    |           |         |
| 1760                                     |         | Souhigaray              |           |         |
| 1761                                     |         | Durruty                 |           |         |
| 1762                                     |         | Jean Diraboure          |           |         |
| 1763                                     |         | Jean d'Etxail           |           |         |
| 1764                                     |         | Jean Dihourse           |           |         |
| 1765                                     |         | Jean Tausin             |           |         |
| 1766                                     |         | Marsans Haiçaguerre     |           |         |
| 1767                                     |         | Jean d'Yhoursoubehere   |           |         |
| 1768                                     |         | Jean Harismendy         |           |         |
| 1769                                     |         | Pierre Dibarrondo       |           |         |
| 1770                                     |         | Pierre d'Etcheverry     |           |         |
| 1771                                     |         | Étienne Lafargue        |           |         |
| 1772                                     |         | Michel d’Etxail         |           |         |
| 1773                                     |         | Jean Harambillet        |           |         |
| 1774                                     |         | Martin d’Ansoborlo      |           |         |
| 1775                                     |         | Jean Harismendy         |           |         |
| 1776                                     |         | Pierre Lissardy         |           |         |
| 1777                                     |         | Martin Cigarroa         |           |         |
| 1778                                     |         | Pierre Dourritzague     |           |         |
| 1780                                     |         | Jean Lohiet             |           |         |
| 1781                                     |         | Bernard Larretche       |           |         |
| 1782                                     |         | Martin Iturbide         |           |         |
| 1783                                     |         | Jean Mendiboure         |           |         |
| 1784                                     |         | Marsans Harismendy      |           |         |
| 1785                                     |         | Jean Brocq              |           |         |
| 1786                                     |         | Martin Darraints        |           |         |
| 1787                                     |         | Jean Etcheverry         |           |         |
| 1788                                     |         | Pierre Darrupé          |           |         |
| 1789                                     |         | Martin Larroulet        |           |         |
| 1790                                     |         | Jean Dibildotz          |           |         |
| Les données manquantes sont à compléter. |         |                         |           |         |

## Liste des maires
| Période                                  | Période               | Identité                           | Étiquette | Qualité |
| ---------------------------------------- | --------------------- | ---------------------------------- | --------- | --- |
| 1791                                     | 1792                  | Dominique Dibildotz                |           | |
| octobre 1792                             | novembre 1795         | Arnaud Balanqué                    |           | |
| novembre 1795                            | 1800                  | Martin Dornaldéguy                 |           | |
| 1800                                     | 1801                  | Jean Dibildox                      |           | |
| 1802                                     | 1812                  | Martin Dornaldéguy                 |           | |
| 1813                                     | ?                     | Jean Duhalde                       |           | |
| décembre 1813                            | mai 1814              | Sieur Larramendy                   |           | |
| mai 1814                                 | septembre 1814        | Martin Dilharéguy                  |           | |
| septembre 1814                           | décembre 1815         | Arnaud Balanqué                    |           | |
| décembre 1815                            | avril 1816            | Martin Dilharéguy                  |           | |
| avril 1816                               | novembre 1822         | Arnaud Balanqué                    |           | |
| janvier 1823                             | 1824                  | Pierre-Éloi Raimond de La Lande    |           | |
| 1824                                     | 1827                  | Martin Dilharéguy                  |           | |
| 1827                                     | 1830                  | Pierre-Éloi Raimond de La Lande    |           | |
| 1830                                     | 1852                  | Pierre Etcheverry                  |           | |
| 1852                                     | 1856                  | Albert de Larralde-Diustéguy       |           | |
| 1856                                     | 1911 (décès)          | Thomas-Henri de Larralde-Diustéguy | Droite    | Conseiller général du canton de Saint-Jean-de-Luz (1871 → 1911)                                                                                                   |
| 1912                                     | 1928                  | Charles Petit                      |           | |
| 1929                                     | 1944                  | Bernard de Coral                   | FR        | Député des Pyrénées-Atlantiques (1935 → 1940) |
| novembre 1944                            | avril 1945            | Frédéric Sorçabal                  |           | |
| mai 1945                                 | août 1945             | Bernard de Coral                   | DVD       | Ancien député des Pyrénées-Atlantiques (1935 → 1940) |
| août 1945                                | octobre 1947          | Louis Semper                       |           | |
| octobre 1947                             | mars 1965             | Bernard de Coral                   | DVD       | Ancien député des Pyrénées-Atlantiques (1935 → 1940) Conseiller général du canton de Saint-Jean-de-Luz (1951 → 1964)                                              |
| mars 1965                                | mars 1977             | René Soubelet                      |           | |
| mars 1977                                | août 2002 (démission) | Daniel Poulou                      | RPR       | Directeur de société Député de la 6e circonscription des Pyrénées-Atlantiques (1993 → 1995) Conseiller général du canton d'Hendaye (1981 → 1988 puis 2001 → 2008) |
| août 2002                                | mars 2008             | Léon Marin                         | DVD       | |
| mars 2008                                | juillet 2020          | Odile de Coral                     | UMP-LR    | Administratrice de sociétés Membre du Conseil permanent de la Communauté du Pays Basque                                                                           |
| juillet 2020                             | En cours              | Philippe Aramendi                  | EH Bai    | |
| Les données manquantes sont à compléter. |                       |                                    |           | |

## Pour approfondir